# Golden Gate Park
Park Golden Gate położony jest w San Francisco i zajmuje obszar 4,1 km². Park jest jednym z najczęściej odwiedzanych parków w USA, zaraz po Central Park znajdującym się w Nowym Jorku, oraz Lincoln Park w Chicago.